# قانون پلانک
رابطهٔ شدت تابش بر حسب بسامد (که رابطهٔ عکس با طول موج دارد) از قانون پلانک برای جسم سیاه به دست می‌آید:
{\displaystyle I(\nu )d\nu ={\frac {2h\nu ^{3}}{c^{2}}}{\frac {1}{e^{\frac {h\nu }{kT}}-1}}}
در رابطهٔ بالا:
- I(ν)dν مقدار انرژی بر واحد سطح بر واحد زمان است که در واحد زاویهٔ فضایی در بازهٔ بسامدی ν و ν+dν می‌تابد؛

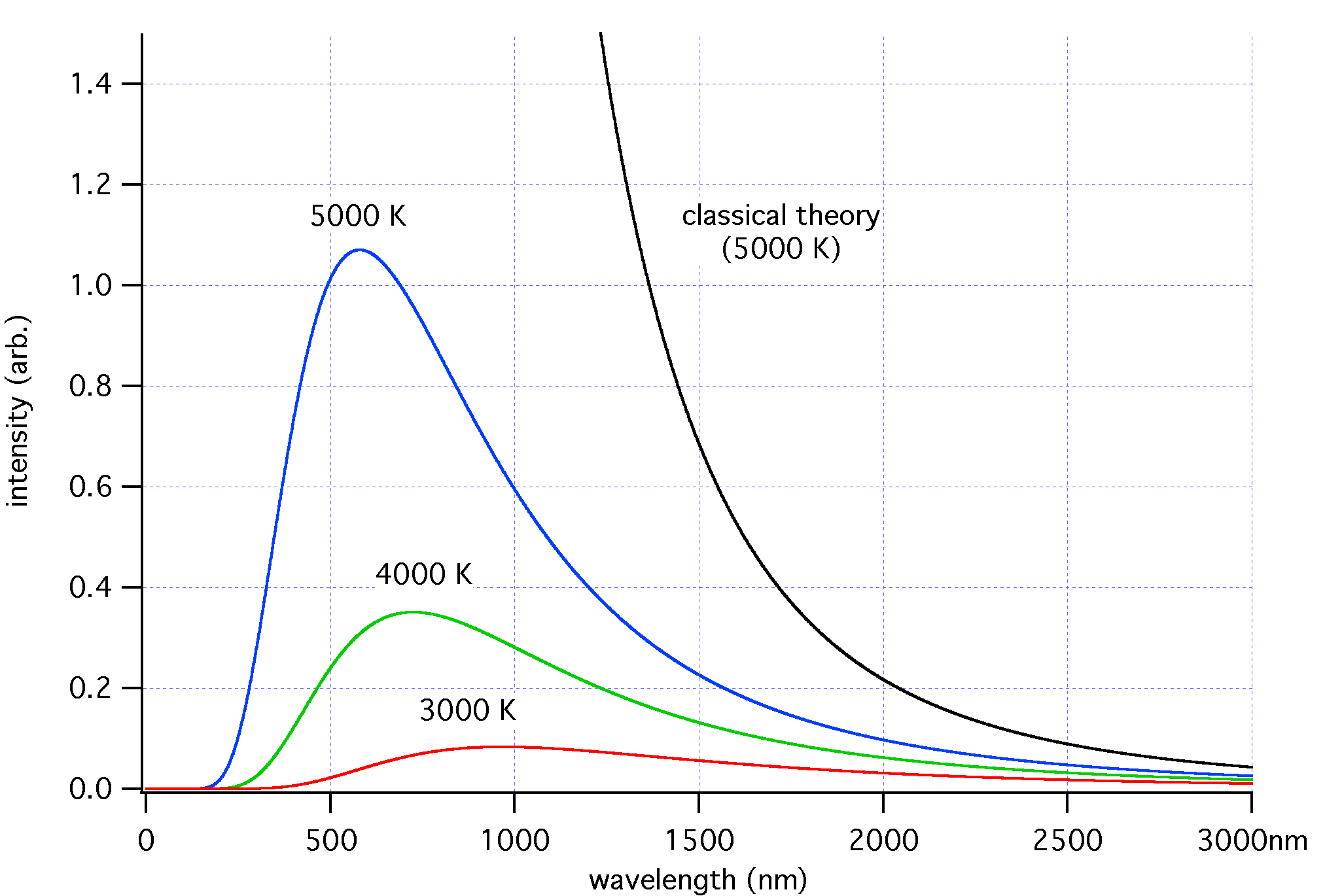
طیف جسم سیاه. هرکدام از خط‌های رنگی (که نمایندهٔ دماهای گوناگون هستند) نشان می‌دهند که در طول موج‌های گوناگون شدت تابش چه قدر است. با کم شدن دما، قلهٔ تابش جسم سیاه به سمت شدت‌های کمتر و طول موج‌های بیشتر می‌رود.

- T دمای جسم سیاه است.
- h ثابت پلانک است.
- c سرعت نور است.
- k ثابت بولتزمن است.

## جسم سیاه

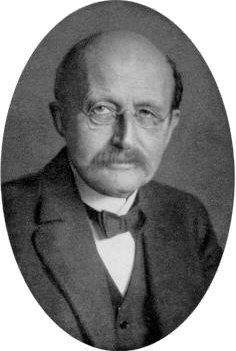
نگاره ای از ماکس پلانک

در فیزیک، جسم سیاه جسمی است که همهٔ نوری را که به آن می‌تابد، جذب می‌کند. هیچ تابش الکترومغناطیسی از جسم سیاه بازنمی‌تابد یا نمی‌گذرد. به همین دلیل، این جسم وقتی که سرد است، سیاه دیده می‌شود.
یک جسم توخالی که تنها سوراخ کوچکی برای ورود یا خروج تابش دارد (کاواک) تقریب خوبی برای جسم سیاه ایده‌آل است. تابشی که از راه این حفره وارد ظرف شود، احتمال بازتابیدن بسیار اندکی دارد. این تابش پی‌درپی در دیواره‌های داخلی جسم بازمی‌تابد تا سرانجام درآشامیده شود. به همین دلیل، اگر از سوراخ به درون جسم بنگریم آن را سیاه خواهیم دید.
اگر جسم سیاه داغ شود، از خود موج الکترومغناطیسی می‌تاباند. طیف این تابش (یعنی شدت نسبی طول موجهای گوناگون در این تابش) مستقل از جسم سیاه است و فقط به دمای آن بستگی دارد. بررسی دقیق طیف جسم سیاه در آغاز سدهٔ بیستم میلادی از سوی پلانک یکی از نخستین انگیزه‌های ساختن نظریهٔ مکانیک کوانتومی بود.

### نقض قانون ماکس پلانک در فواصل کوتاه
فیزیکدانان مؤسسه فناوری ماساچوست (MIT) با نقض قانون «ماکس پلانک» در مورد فواصل کوتاه نشان دادند که انتقال گرما در فواصل بسیار کوتاه کمتر از ۱۰ نانومتر می‌تواند هزار برابر شدیدتر از پیش بینی‌های قانون این دانشمند آلمانی باشد. ماکس پلانک فیزیکدان آلمانی در سال ۱۹۰۰ قانون پرتوهای جسم سیاه را ارائه کرد. این قانون روش پراکندگی گرما را در طول موجهای مختلف تابش از یک جسم ایده‌آل بدون قابلیت انعکاس نشان می‌دهد. به این جسم ایده‌آل غیرقابل انعکاس، جسم سیاه گفته می‌شود.
این قانون بیان می‌دارد که تابش گرمای مرتبط با طول موجهای مختلف، یک الگوی دقیق دارد که با دمای جسم تغییر می‌کند.
اکنون دانشمندان مؤسسه فناوری ماساچوست نشان دادند که این قانون تنها در مورد فواصل دور و در مقیاسهای بزرگ صادق است و در مورد فواصل کوچک نقض می‌شود.
این محققان در این خصوص اظهار داشتند: «ماکس پلانک بسیار دقیق بود و تأیید کرده بود که این تئوری تنها برای سیستمهای بزرگ اعتبار دارد اما نمی‌دانست که پیش بینی‌هایش در چه شرایطی قابل بررسی هستند.»
براساس گزارش نانو لترز، این پژوهشگران با استفاده از یک سطح فلزی و یک سطح شیشه‌ای بسیار کوچک و یک میکروسکوپ با نیروی اتمی توانستند تغییرات دمایی را که میان این دو جسم مبادله می‌شود با دقت بسیار بالایی اندازه‌گیری کنند.
به این ترتیب دریافتند که در فاصله ۱۰ نانومتر (۱۰۰ میلیونیم متر) انتقال گرمایی می‌تواند هزار برابر شدیدتر از پیش بینی‌های قانون پلانک باشد.

### تاریخچه
تمامی اجسام، برحسب دمایی که دارند از خود امواج الکترومغناطیسی گسیل می‌کنند. در دمای معمولی، این امواج عموماً در طیف فروسرخ قرار دارند و توسط چشم ما دیده نمی‌شوند. حال چنانچه دمای اجسام را تا چندین هزار درجهٔ سانتیگراد بالا ببریم، طول موج امواج الکترومغناطیسیِ گسیل شده، به سوی طول موج‌های مرئی جابه‌جا می‌شود.
فیزیکدان‌ها توانسته بودند رابطهٔ میان دمای یک جسم و توان انرژی ای که در طیف بسامدهای مختلف به صورت امواج الکترومغناطیسی از خود تابش می‌کند را به‌طور تجربی به دست آورند، اما هنگامی که می‌خواستند همین رابطه را بر اساس اصول و مبانی الکترومغناطیس و ترمودینامیک استخراج کنند با مشکل مواجه می‌شدند؛ زیرا محاسبات مزبور نشان می‌دادند که مجموع توان انرژی گسیل شده از یک جسمِ با دمای معین بی‌نهایت خواهد شد و این نتیجهٔ محاسباتی با واقعیت تطابق نداشت. سرانجام ماکس پلانک توانست این معضل را حل کند. فرض پلانک این بود که امواج الکترومغناطیسی، بر خلاف تصور، فقط با انرژی‌هایی مشخص و ناپیوسته (یا اصطلاحاً کوانتومی) که مستقیماً با بسامد این امواج متناسب است گسیل و جذب می‌شوند. پلانک با همین فرض خود توانست قانونی برای توضیح طیف بسامدی تابش گرمایی اجسام به دست آورد.